# Parque nacional Duida-Marahuaca
El Parque nacional Duida-Marahuaca es un parque nacional de Venezuela, ubicado en el municipio Atabapo, la parte central del estado Amazonas, en el Orinoco medio, entre las poblaciones Tamatama y la Esmeralda, tiene definido sus linderos por los ríos Cunucunuma, al norte y al oeste; Padamo, al este; y Orinoco al sur. Específicamente está en el centro meridional del macizo guayanés.

## Historia
Fue decretado parque nacional por el Decreto n.º 2.981 del 12 de diciembre de 1978 y publicado en la Gaceta Oficial n.º 2.417, Extraordinaria del 7 de marzo de 1979, durante la primera presidencia de Carlos Andrés Pérez.

## Geografía

### Superficie
Tiene una extensión de unas 210.000 hectáreas. Allí se pueden encontrar los cerros Duida, Huachamacari y Marahuaca, que conforman el reservorio de fauna y flora Roraima. Estas elevaciones del terreno alcanzan unas alturas de 2.880 y 2.900 metros respectivamente.

### Vegetación
Su flora es muy variada, aproximadamente el 19% de ésta es endémica, es decir, exclusiva de la región. Entre ellas podemos mencionar los helechos, las cipetáceas y las ericáceas, entre otras. La vegetación de este sector se considera única y, por esta razón, se han inventariado cientos de especies, géneros y variedades nuevas para el registro científico.

### Fauna
Es variada, destacando el jaguar, la danta o tapir, distintas especies de monos, reptiles, anfibios y una rica avifauna.

### Clima
Este parque se encuentra permanentemente bañado por intensas lluvias tormentosas, de tal modo que llega a recibir hasta 4.000 mm de precipitación anual. Al mismo tiempo, la cumbre del Marahuaca se encuentra azotada por vientos que llegan a alcanzar hasta los 37 nudos de velocidad, los cuales provienen en forma predominante del N.E. en la época de menor precipitación comprendida entre diciembre y marzo, y del S.E. en la estación más lluviosa, entre abril y noviembre. No es menos digna de hacer mención la constante neblina que se posa sobre su cumbre, hasta tal punto permanente que hace muy difícil su acceso mediante helicópteros (única vía expedita hasta ahora) y por supuesto su observación aérea, además de constituir un factor entorpecedor y peligroso para la exploración del macizo.
La temperatura predominante a esas alturas, se sitúa entre los 10 °C a 11 °C; pero llegando a alcanzar niveles máximos de aproximadamente 25 °C a pleno sol; así como mínimos cercanos a los 0°, en las noches más frías. Todos estos ingredientes son los que hacen tan difícil el acceso a estas mesetas cuyos topes mantienen condiciones semejantes a los altiplanos andinos, lo cual los hace ser islas ecológicas.

## Forma de acceso
A través de las vías fluviales que proporcionan los ríos Iguapo, Panamo y Cunucunuma. Igualmente existen pistas de aterrizaje en las localidades de Esmeralda y la Comunidad de Culebra.